# Chengdu J-10
1. Preusmjeri Nacrt:Chengdu J-10